# Natalia Podolskaya
 (avril 2012).
Le contenu est difficilement compréhensible vu les erreurs de traduction, qui sont peut-être dues à l'utilisation d'un logiciel de traduction automatique.
 (avril 2012).
Si vous disposez d'ouvrages ou d'articles de référence ou si vous connaissez des sites web de qualité traitant du thème abordé ici, merci de compléter l'article en donnant les références utiles à sa vérifiabilité et en les liant à la section « Notes et références ».
 (juillet 2024).
- Si vous ne connaissez pas le sujet, laissez ce bandeau (vous pouvez alors contacter les auteurs).
- Si vous supprimez le contenu mis en cause (vous pouvez préalablement contacter les auteurs),

argumentez précisément cette suppression dans la page de discussion
(un manque de référence n'est pas un argument ; une recherche réelle de référence doit avoir été effectuée, être formellement documentée).
Natalia Podolskaya (biélorusse : Натальля Падольская, russe : Наталья Подольская) est une chanteuse biélorusse qui représente la Russie au Concours Eurovision de la chanson, en 2005 à Kiev. Elle obtient la nationalité russe en 2008.

## Biographie

### Premières années
Natalia Podolskaya est née en 1982 à Moguilev, en RSS de Biélorussie, en Union soviétique. Elle part en tournée en Belgique, en Allemagne et en Pologne. Entre 1999 et 2004, elle étudie à l'Institut de Biélorussie et continue à acquérir de l'expérience en tant qu'artiste solo.
Natalia Podolskaya a participé régulièrement a des spectacles de radio et télévision biélorusses. En 2002-2003, elle est finaliste au Belarus TV Festival. En 2003, Natalia Podolskaya s'installe à Moscou et intègre l'Institut d'art moderne de Moscou.

### Carrière solo
Au début de 2003, Rayan Lobsher et Michael Jay écrivent Unstoppable spécialement pour Natalia et l'invitent à prendre part au Concours Eurovision de la chanson 2004 en tant que représentant du Royaume-Uni. Cependant, Natalia Podolskaya était déterminée à ne chanter que pour son pays natal, la Biélorussie. Les Biélorusses lui ayant tourné le dos,[Quoi ?] Natalia décide de venir à l'Eurovision en tant que représentante de la Russie. En février 2005, se tient la sélection nationale russe pour l'Eurovision. Les téléspectateurs choisissent le vainqueur par vote téléphonique. Natalia est choisie pour représenter la Russie avec sa chanson Nobody Hurt No One au Concours Eurovision de la chanson 2005 à Kiev, en Ukraine.